# Kameanîi Brid, Volodarsk-Volînskîi
Kameanîi Brid (în ucraineană Кам`яний Брід) este un sat în comuna Fasova din raionul Volodarsk-Volînskîi, regiunea Jîtomîr, Ucraina.

## Demografie
Componența lingvistică a localității Kameanîi Brid
     Ucraineană (98,48%)
     Rusă (1,52%)
Conform recensământului din 2001, majoritatea populației localității Kameanîi Brid era vorbitoare de ucraineană (98,48%), existând în minoritate și vorbitori de rusă (1,52%).